# Granatellus francescae
Granatellus francescae, "maríastrastkardinal", är en fågelart i familjen kardinaler inom ordningen tättingar. Den betraktas oftast som underart till vitstrupig trastkardinal (Granatellus venustus), men urskiljs sedan 2016 som egen art av Birdlife International och IUCN.
Fågeln förekommer endast i ögruppen Islas Tres Marias utanför västra Mexiko. Den kategoriseras av IUCN som nära hotad.